# Mazy
Mazy (en wallon Mazi) est un village sur l'Orneau, situé à cinq kilomètres au sud de la ville de Gembloux, dont il fait aujourd'hui administrativement partie, en province de Namur (Région wallonne de Belgique). C'était une commune à part entière avant la fusion des communes de 1977.

## Toponymie
Mazy est issue de Mansiacum dérivé de Mansus qui correspond à un relais sur une voie romaine, en l'occurrence ici, la chaussée qui reliait Bavay à Tongres à proximité de Mazy.

## Géographie
Mazy est traversé par la rivière l'Orneau dans laquelle se jettent deux rivières à hauteur de Mazy, la Ligne et le Ripjoux. L’Orneau trouve sa source sur le plateau limoneux brabançon, au nord-est de Gembloux et est un affluent de la Sambre. Le village se situe ainsi à l'intersection de trois vallons contigus.
Le sous-sol de la localité recèle un calcaire noir profond et fin de grande qualité qui, après polissage, lui donne l'aspect brillant du marbre noir. Cette qualité explique qu'il soit désigné officiellement comme « marbre noir de Mazy ». Cette roche calcaire appartient au flanc nord du synclinal de Namur. Le gisement géologique, composé d’une bande étroite d’environ 500 m de large, traverse le territoire de Mazy et s’étire sur 15 km entre Villeret-Saint-Martin et Rhisnes.

### Hameaux
- Falnuée est connu pour son ancien château-ferme, reconverti en hôtel-restaurant et club-house associée au golf 18 trous de Falnuée. C'est là que l'Orneau reçoit les eaux de la Ligne
- Alvau est divisé entre Mazy et Bothey. On peut y voir un affleurement montrant la discontinuité géologique entre le massif du Brabant[4] et le bassin sédimentaire de Namur.

## Histoire
Mazy est pour la première fois mentionné en 1265. Trois seigneuries distinctes (Mazy, Falnuée, et Hermoye) faisant partie du Comté de Namur se répartissaient son territoire actuel sous l’Ancien Régime. Le comte de Namur y a exercé la haute justice jusqu’en 1626. La seigneurie passe à François–Lamoral de Sainte-Aldegonde, baron de Noircarmes, puis à Charles Pellissonnier et enfin à la famille de Meldeman de Bouré. Le 25 mai 1692, Louis XIV loge au château de Mazy d'où son historiographe Jean Racine écrivit des lettres à son ami Nicolas Boileau. À la suite de la conquête et de l'annexion à la France du territoire des Pays-Bas autrichiens en 1795, Mazy devient une commune indépendante du département de Sambre-et-Meuse. Le village voisin d’Onoz lui est rattaché jusqu’en 1819.
Au cours de la Seconde Guerre mondiale, Mazy est libéré le 4 septembre 1944 par la 3e division blindée américaine « Spearhead » avec l'aide de la résistance belge.
Au niveau spirituel, Mazy relevait au départ de la paroisse de Bossière, localité limitrophe de Mazy. À la suite de l'érection de l'Église Sainte-Barbe en 1869, elle obtient sa paroisse propre en 1871, matérialisant ainsi son autonomie religieuse.
Au niveau communal, Mazy a vu plusieurs générations de la famille Dejaiffe, industriels exploitant le marbre de Mazy, occuper le poste de bourgmestre de Mazy.
Lors de la fusion des communes en 1977, Mazy perd sa qualité de commune indépendante et devient une section de la commune de Gembloux. Malgré ce fait, la commune de Mazy est toujours jumelée avec Marsannay-la-Côte depuis 1968.

## Économie

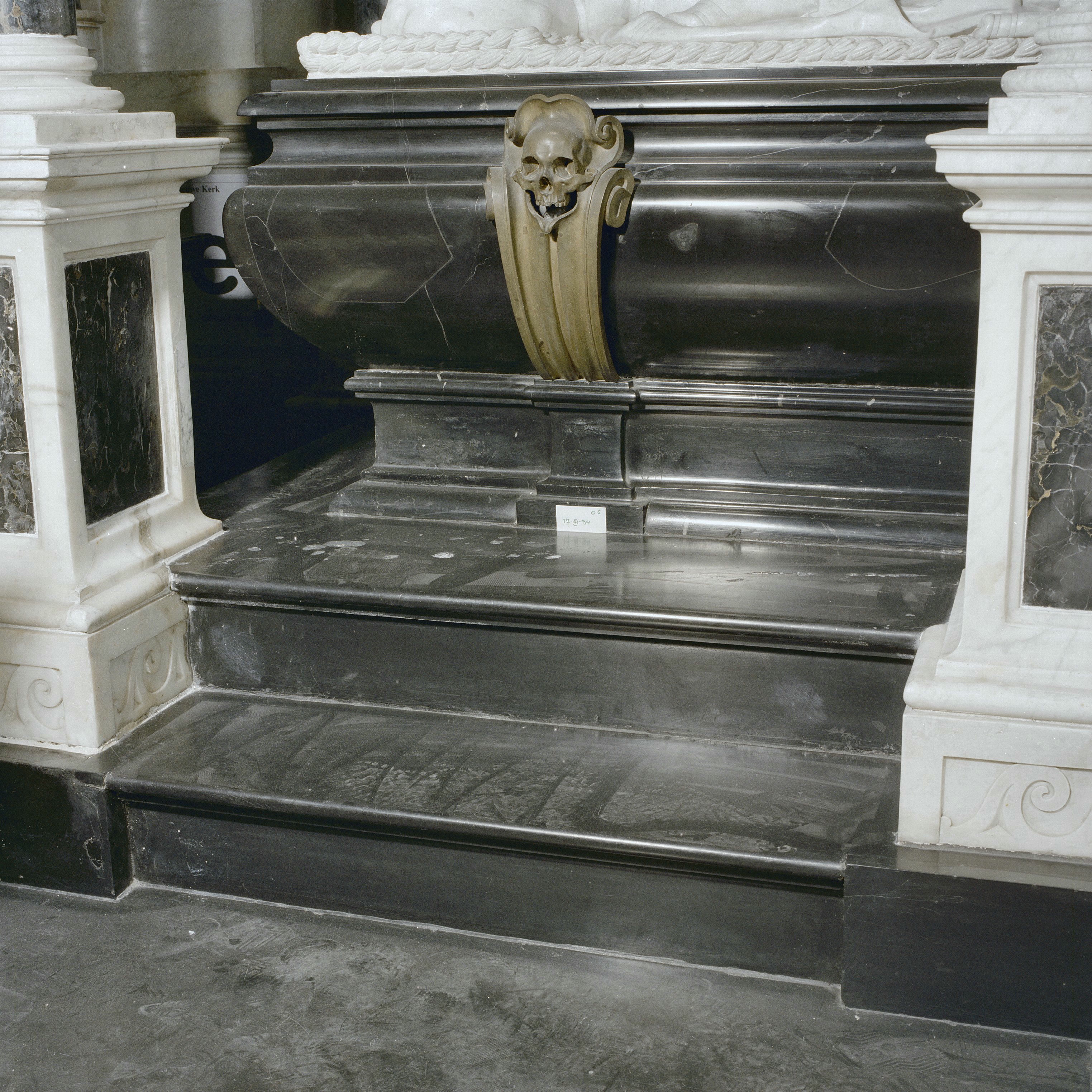
Marbre noir de Mazy (intérieur d'église à Delft).

En 1784, Jean-Joseph Jaumenne, maître de forges à Marche-les-Dames, fait construire à Mazy un marteau-pilon puis un laminoir et une forge pour exploiter des gisements de fer.
L'exploitation du marbre noir de grande qualité est citée à Golzinne, hameau de Bossière, à partir du XVIIe siècle lorsque du marbre noir sert à la décoration d'églises baroques notamment à Anvers.
Le développement économique de Mazy au XIXe siècle et dans la première moitié du XXe siècle est dû à l'intensification de l'exploitation des gisements de marbre noir. En 1854, les frères Dejaiffe construisent une scierie de marbre à proximité de l’Orneau qui fournissait la force motrice. Télésphore Dejaiffe déplace ensuite la production à côté de la ligne de chemin de fer Gembloux-Jemeppe-sur-Sambre remplaçant l'énergie hydraulique par une usine à vapeur destinée à scier le marbre. L'extraction du marbre noir se faisait au départ à ciel ouvert dans les campagnes de Golzinne et d’Hermoye. À partir de 1870, elle se poursuit dans des galeries souterraines. Son exploitation a cessé à Mazy, mais elle se poursuit à Bossière. Il s'agit du dernier marbre extrait d'une carrière souterraine en Belgique. Il a une renommée internationale et a été utilisé dans les édifices parmi les plus prestigieux tels que l’Empire State Building à New York, la basilique Saint-Pierre au Vatican ou encore le château de Versailles.
Autre atout pour le village, la présence de la gare de Mazy mise en service en 1877 et de la ligne 144 entre Gembloux et Jemeppe-sur-Sambre. Cette ligne permettait le transport des pierres de carrières et des travailleurs notamment en direction de la vallée de la Sambre. On y trouvait aussi des fours à chaux exploitant le calcaire extrait de carrières avoisinantes. La gare est encore maintenant en activité.
En 1987, le golf de Falnuée est créé sur les terres jouxtant le château-ferme de Falnuée. Un hôtel et un club-house y ont été aménagés créant ainsi un pôle touristique d'activité sur le territoire de Mazy.

## Patrimoine et culture

### Patrimoine architectural
- Le marbre noir qui a fait la réputation de Mazy au niveau international.
- L'église Sainte-Barbe : datant de 1869[9] et édifiée par l’architecte provincial Ladislas Degreny en style néo-roman.
- Ferme d'Hermoye : datant du XVIe au XVIIIe siècle à proximité du Ripjoux, ancienne seigneurie hautaine engagée en 1755 à Albert et Pierre le Mède, chanoines de la cathédrale de Namur[10].
- Le château-ferme de Falnuée : donjon datant du XIIIe siècle et corps de ferme datant des XVIIe et XIXe siècles[10] rénovés à partir de 1987.
- La gare datant de 1877.
- Tour d'équilibre moderniste de la CIBE : au bord de la chaussée Namur-Nivelles (et en venant/vers de l'autoroute de Wallonie A15).

## Liste des bourgmestres de 1830 à 1977
- Louis Florent (1833 - 1864).
- Télesphore Dejaiffe (1864 - 1879).
- Jules Dejaiffe (1880 - 1911).
- Octave Dejaiffe (1911 - 1921).
- Fernand Dejaiffe (1921 - 1932).
- Albert Dejaiffe (1933 - 1940).
- Max Burteau bourgmestre ff. puis bourgmestre (1940 - 1946).
- Adolphe Étienne (1947 - 1950).
- Donald Costy (1952-1960).

## Enseignement
- Ecole fondamentale communale de Mazy, chaussée de Nivelle.
- Ecole Sainte-Thérèse, rue des Anciens Combattants.

## Galerie

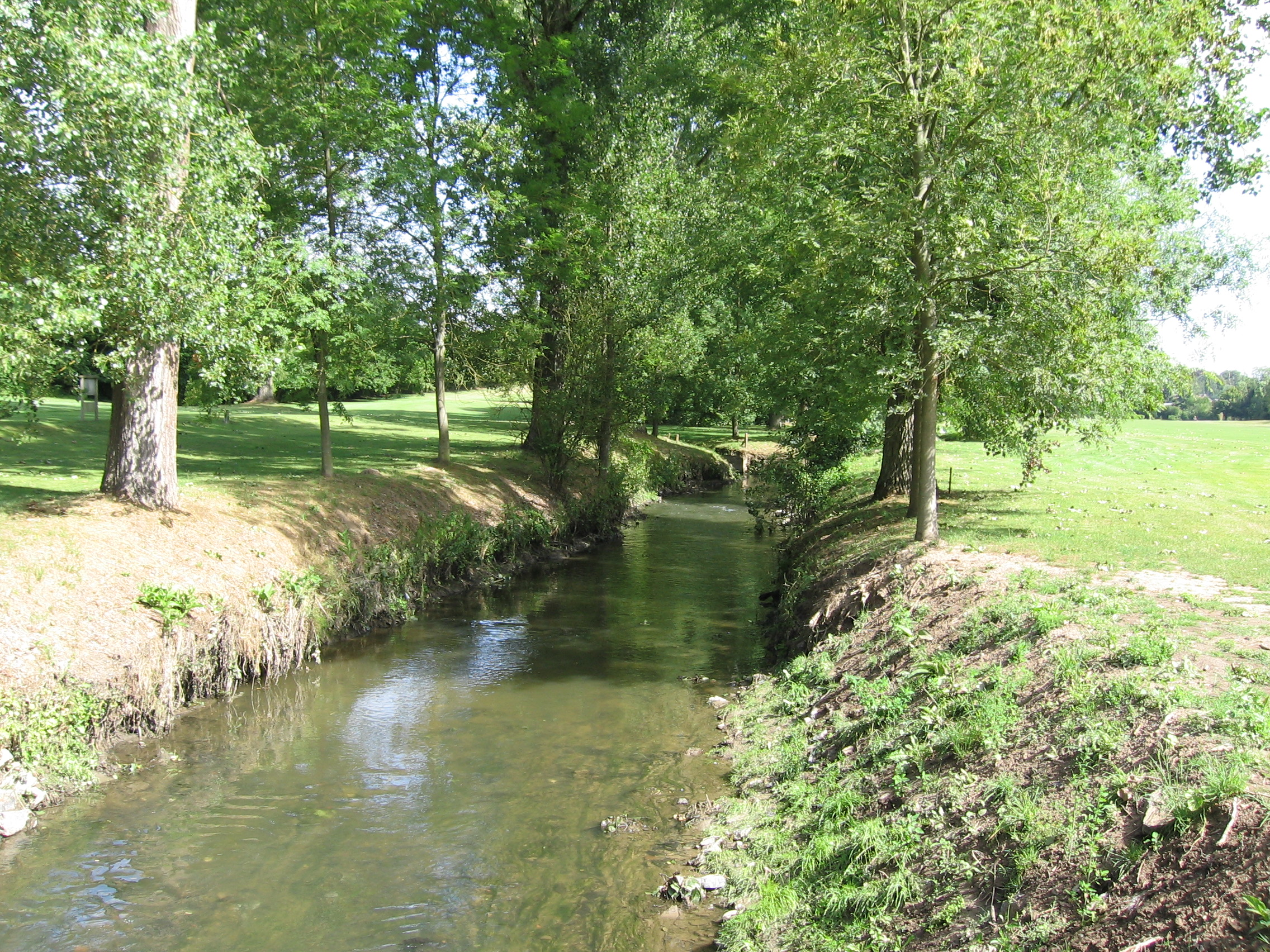
L'Orneau à Falnuée.
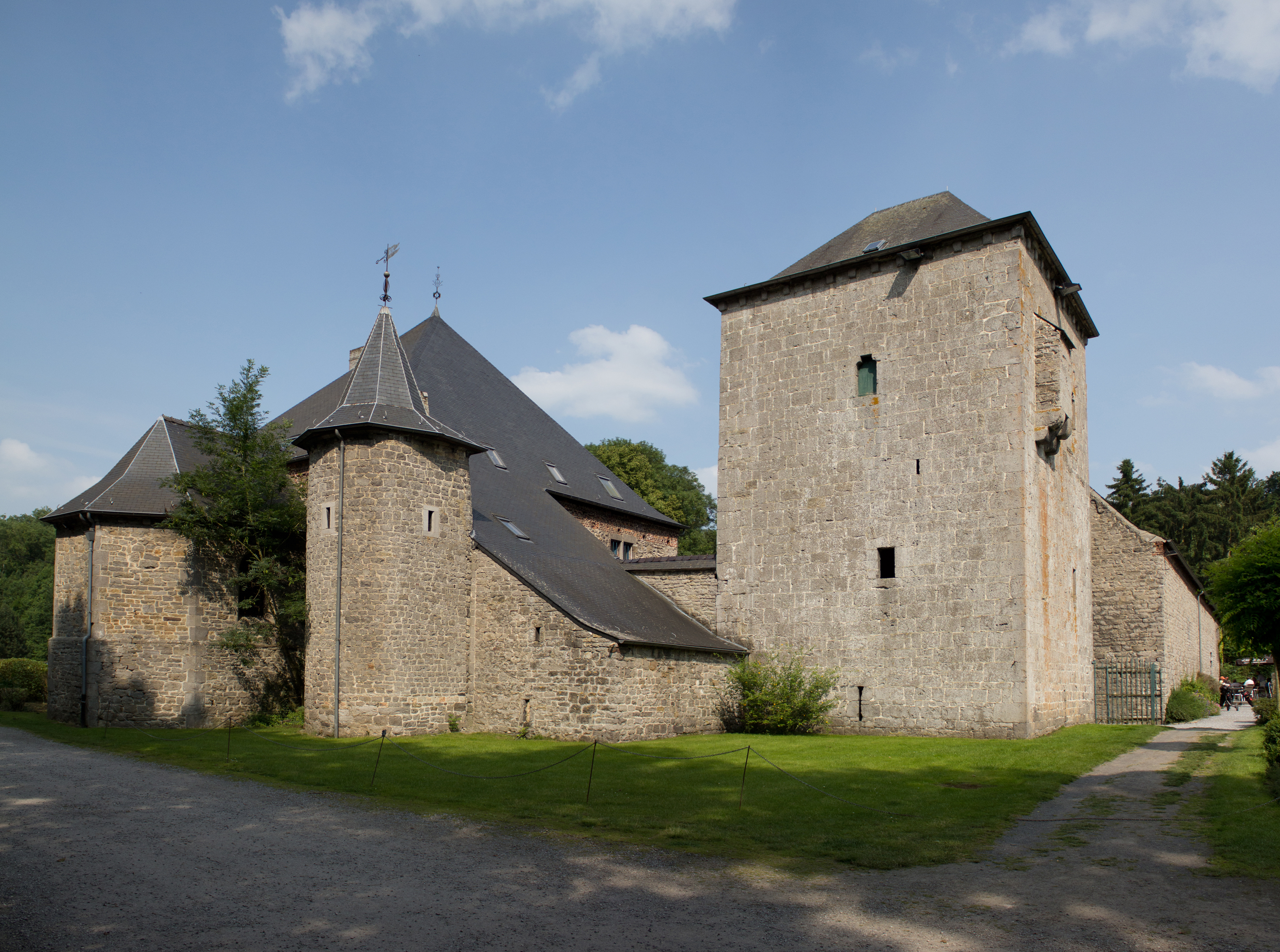
Château-ferme de Falnuée.
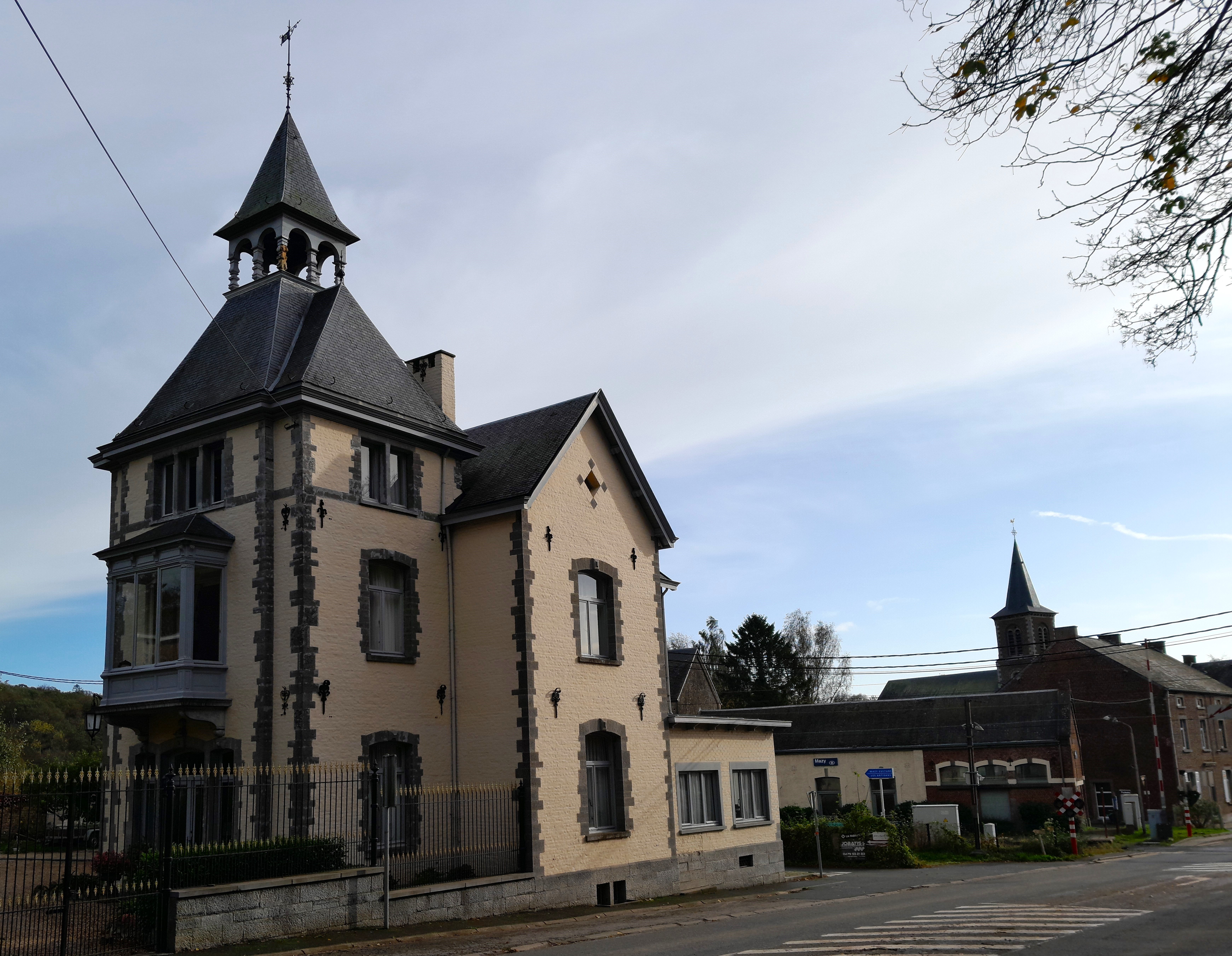
Le château Dejaiffe à l'entrée de Mazy.
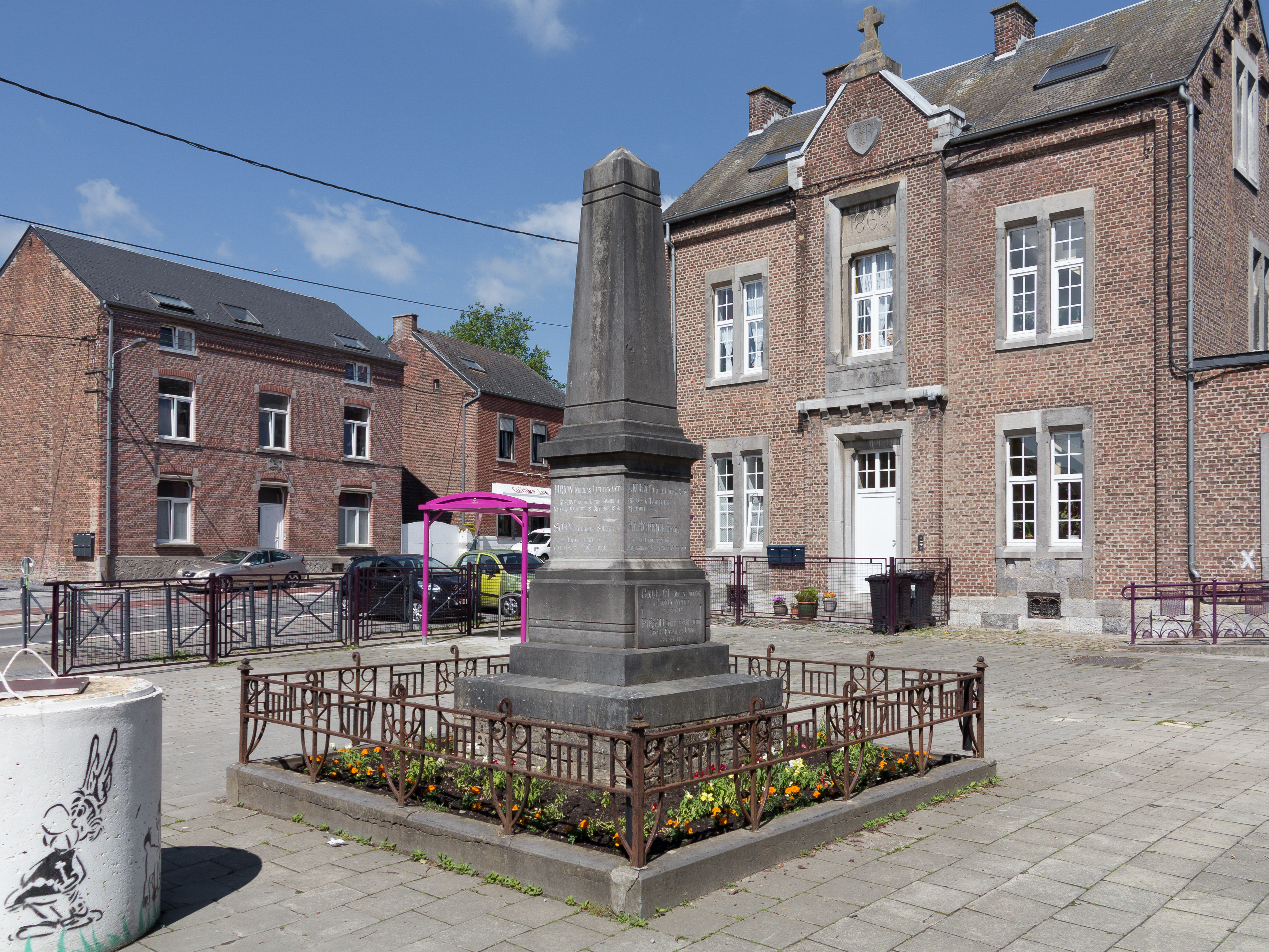
Monument aux morts et place de l'église.
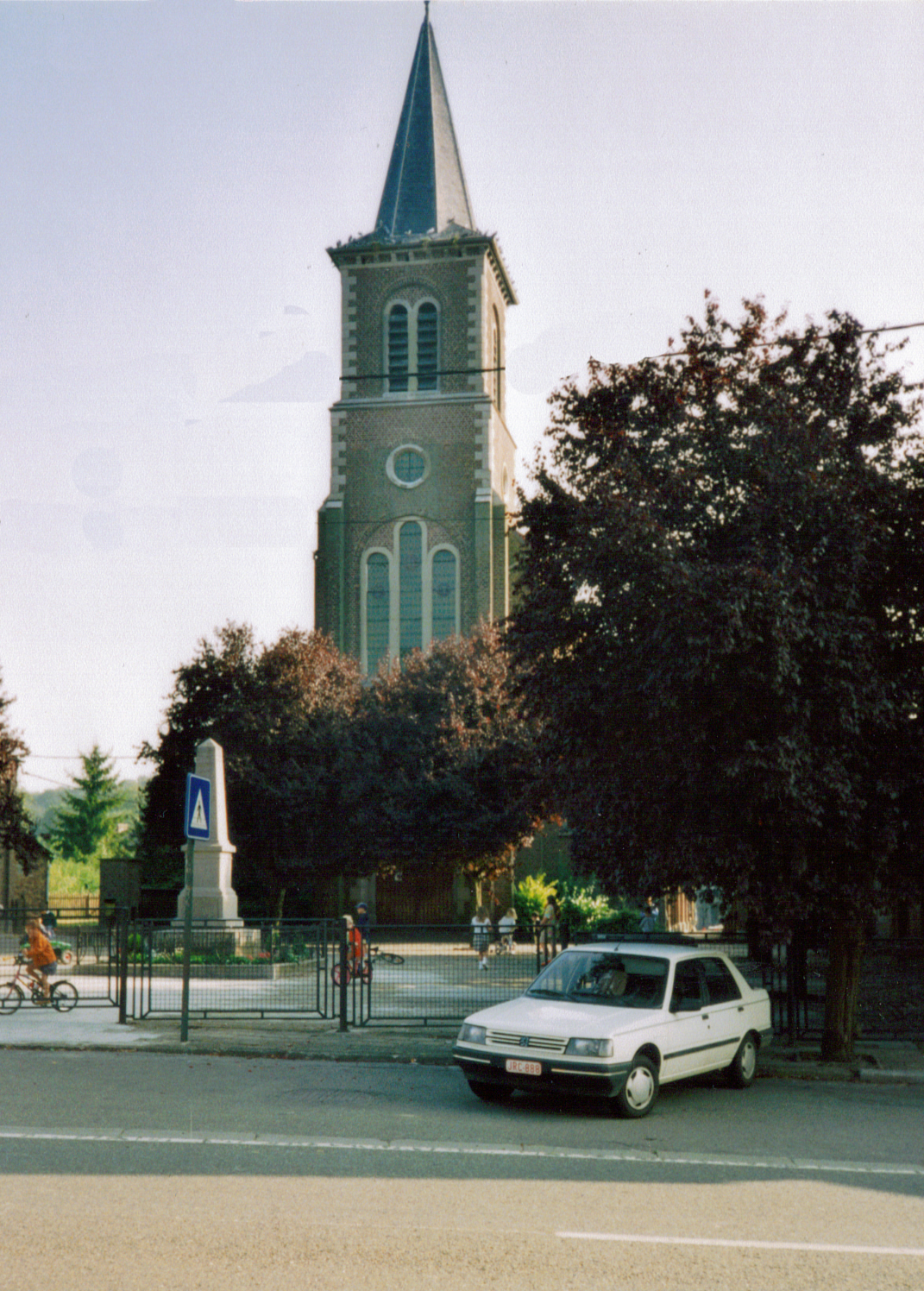
Église Sainte-Barbe de Mazy.

## Personnalités
- Maurice Guillaume (1899-1983) : musicien organiste et compositeur né à Mazy.
- Émile Pirson : membre de l'Armée secrète déporté en Allemagne et mort en février 1945 entre Gross-Rosen et Dora.